# فیض‌آباد (هرند)
فیض‌آباد (ورزنه) روستایی در دهستان شاتور

 بخش اژیه شهرستان ورزنه استان اصفهان ایران است.

## جمعیت
بر پایه سرشماری عمومی نفوس و مسکن در سال ۱۳۹۵ جمعیت این روستا ۲۸۶ نفر (۹۲خانوار) بوده‌است.